# Wiktor Osiatyński

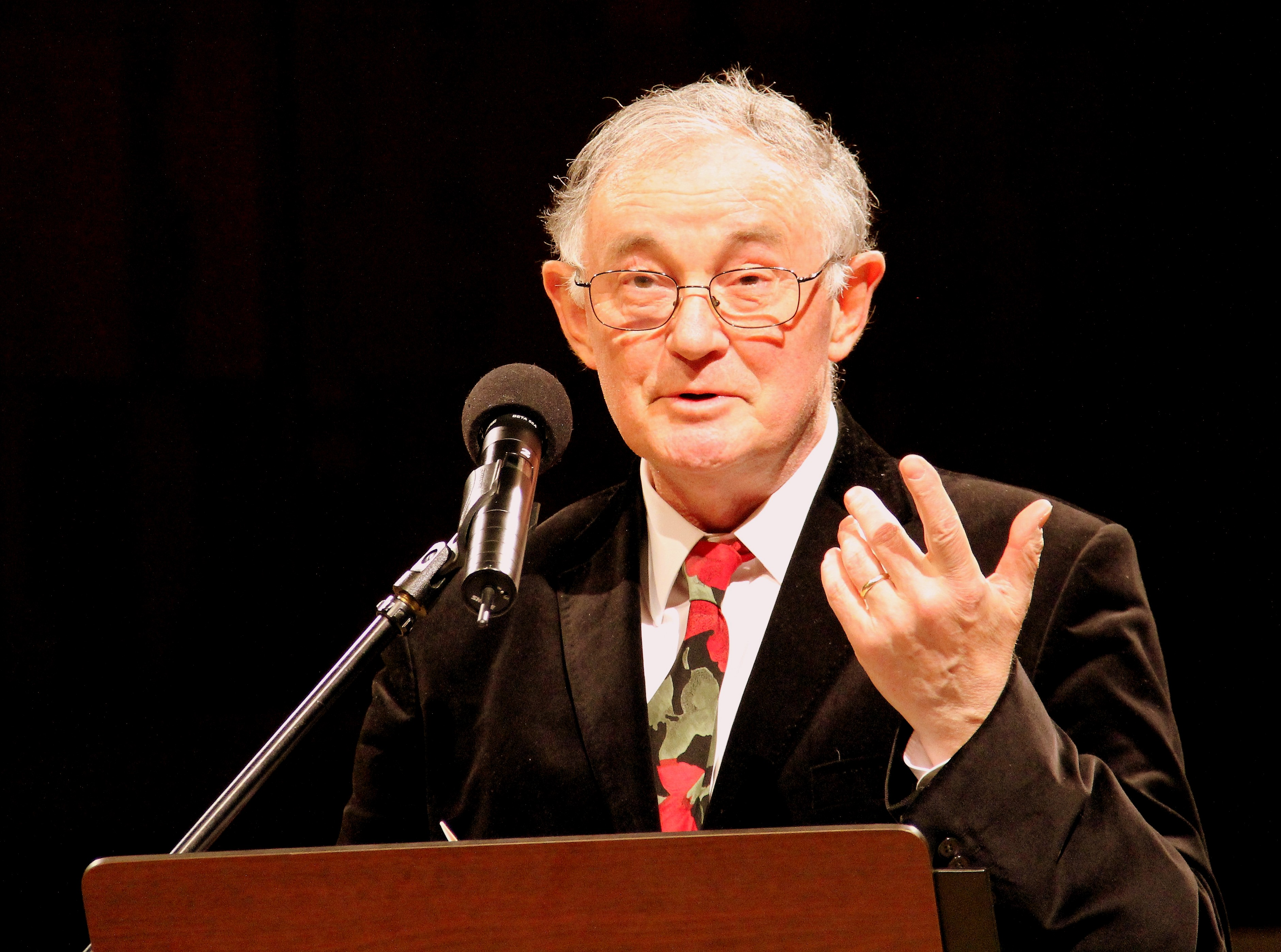
Wiktor Osiatyński

Wiktor Osiatyński (* 6. Februar 1945 in Białystok; † 29. April 2017 in Warschau) war ein polnischer Rechtswissenschaftler, Soziologe und Bürgerrechtler.

## Werdegang
Osiatyński studierte Rechtswissenschaften und Soziologie an der Universität Warschau, erhielt das Doktorat der Soziologie und Habilitation der Rechtswissenschaften.
In den 1990er Jahren leitete er das Forschungszentrum fur Konstitutionalismus in Osteuropa in Chicago. 1995 wurde er zum Professor an der Central European University in Budapest berufen. 2017 wurde der Lehrstuhl für Menschenrechte mit seinem Namen benannt.
Er hielt Vorlesungen an der University of Connecticut, Universität Siena, Stanford University, Columbia University und Harvard University.
Osiatyński war Mitglied des Komitees fur Politische Wissenschaften an der Polnischen Akademie der Wissenschaften und wirkte an dem Entwurf der Polnischen Verfassung 1997 mit.
Er war Mitglied des Programmrates der Helsinki-Stiftung für Menschenrechte. Er beschäftigte sich mit den Problemen des Alkoholismus, war selbst zeitweise vom Alkohol abhängig, was er offen gestand. Im Rahmen der Stephan-Báthory-Stiftung gründete er die Kommission für Unterricht über Alkoholismus. Er unterstützte auch die Bewegung für Frauenrechte. Er führte Interviews „Die Welt verstehen“ mit interessanten Gesprächspartnern im Tok-FM-Rundfunk.
Er war der jüngere Bruder des Ökonomen Jerzy Osiatyński, der 1992/93 polnischer Finanzminister im Kabinett von Hanna Suchocka war.

## Veröffentlichungen (Auswahl)
- Twoja konstytucja (Dein Grundgesetz). Wydawnictwa Szkolne i Pedagogiczne, Warschau 1997, ISBN 83-02-06644-3
- mit Ryszard Chruściak: Tworzenie konstytucji w Polsce w latach 1989–1997 (Bildung des Grundgesetzes in Polen im Zeitraum 1989–1997). Instytut Spraw Publicznych, Warschau 2001, ISBN 83-86917-79-2.
- Human rights and their limits. Cambridge University Press, Cambridge 2009, ISBN 978-0-521-11027-3